# 40 Harmonia
Harmonia /hɑːrˈmoʊniə/ (định danh hành tinh vi hình: 40 Harmonia) là một tiểu hành tinh lớn ở vành đai chính do nhà thiên văn học người Pháp gốc Đức Hermann M. S. Goldschmidt phát hiện ngày 31 tháng 3 năm 1856 và được đặt theo tên Harmonia, nữ thần hòa thuận trong thần thoại Hy Lạp. Tên này được chọn để đánh dấu việc chấm dứt cuộc chiến tranh Krym.